# Grignols (Dordogna)
Grignols è un comune francese di 611 abitanti situato nel dipartimento della Dordogna nella regione della Nuova Aquitania.

## Società

### Evoluzione demografica
Abitanti censiti